# A Clash of Kings
A Clash of Kings (littéralement « un choc de rois ») est le deuxième livre de la saga Le Trône de fer écrite par George R. R. Martin. Le livre a été publié en version originale en 1998, puis en version française en 2000. Il a remporté le prix Locus du meilleur roman de fantasy en 1999.

## Publication française
Le livre a initialement été découpé en trois parties par l'éditeur Pygmalion :
- Tome 3 : La Bataille des rois, février 2000  (ISBN 978-2-857-04620-2)
- Tome 4 : L'Ombre maléfique, mai 2000  (ISBN 978-2-857-04638-7)
- Tome 5 : L'Invincible Forteresse, septembre 2000  (ISBN 978-2-8570-4650-9)

Ces trois tomes ont ensuite été publiés en format poche par l'éditeur J'ai lu :
- Tome 3 : La Bataille des rois, décembre 2001  (ISBN 978-2-290-31610-8)
- Tome 4 : L'Ombre maléfique, mars 2002  (ISBN 978-2-290-31819-5)
- Tome 5 : L'Invincible Forteresse, juillet 2002  (ISBN 978-2-290-31995-6)

Les trois tomes ont ensuite été réunis en un seul volume intitulé Le Trône de fer, l'intégrale 2 pour correspondre au format d'origine :
- Pygmalion,mars 2009  (ISBN 978-2-7564-0235-2) ; réédition en novembre 2012  (ISBN 978-2-756-40852-1)
- J'ai lu, janvier 2010  (ISBN 978-2-290-01944-3)

## Résumé
Bien qu’officiellement roi, Joffrey Baratheon voit la légitimité de son règne mise en doute car les rumeurs affirment qu’il serait le fils issu de l'inceste entre Jaime et Cersei Lannister. Robb Stark se déclare « roi du Nord ». Stannis Baratheon, le frère aîné de Robert, s’est déclaré roi des Sept Couronnes et a l'appui de Mélisandre d'Asshaï, une prêtresse du dieu R'hllor aux étranges pouvoirs. Son frère Renly, beaucoup plus charismatique et qui est soutenu par la maison Tyrell, se proclame également roi bien qu'étant le cadet. Catelyn Stark, envoyée par Robb négocier une alliance avec Renly, tente en vain de réconcilier les deux frères sur le point de s'entre-déchirer. Mais la veille au soir de la bataille, une ombre mystérieuse tue Renly dans sa propre tente sous les yeux de Catelyn et de Brienne de Torth, garde du corps de Renly. Les deux femmes, soupçonnées du meurtre, prennent la fuite. La plupart des vassaux de Renly se rallient à Stannis alors que les Tyrell et leurs propres vassaux se retirent. Mélisandre se révèle être la personne qui a donné naissance à l'ombre et elle en engendre une autre pour obtenir la reddition d'Accalmie, siège de la maison Baratheon. 
Tyrion Lannister arrive à Port-Réal pour tenir le poste de « Main du roi » en lieu et place de son père. Il se heurte à l'inimitié de sa sœur Cersei et se débarrasse de certains de ses partisans les plus influents, comme Janos Slynt, commandant du guet de la ville qu'il envoie sur le Mur, et mestre Pycelle, qu'il fait emprisonner. Tyrion organise aussi la défense de Port-Réal en prévision d'une attaque de Stannis et envoie Littlefinger négocier une alliance avec les Tyrell en proposant de marier Joffrey avec Margaery Tyrell. Robb Stark remporte plusieurs batailles dans l’ouest contre les Lannister et Tywin Lannister se décide à marcher contre lui avant de faire demi-tour en apprenant que Stannis se dirige sur Port-Réal. Tyrion prend aussi la défense de Sansa, qui souffre des mauvais traitements de Joffrey, interdisant à celui-ci de la malmener. 
Arya Stark se fait passer pour un garçon et se joint à un convoi en route pour le Mur avec le complicité de Yoren, recruteur de la Garde de Nuit. Mais le convoi est attaqué par des hommes des Lannister et seule Arya, Gendry et Tourte parviennent à s'échapper, Arya libérant également trois prisonniers extrêmement dangereux qui voyageaient dans une cage avec le convoi. Arya et ses deux compagnons sont capturés peu après par une autre troupe de soldats Lannister et emmenés à Harrenhal. Arya y travaille dans des conditions difficiles mais reçoit la visite de Jaqen H'ghar, l'un des trois hommes qu'elle a sauvés. Jaqen propose à Arya de tuer trois personnes pour elle pour compenser les trois vies qu'elle a sauvées. Arya le charge d'abord de tuer deux hommes qui la tourmentaient mais réalise qu'elle a gâché l'occasion de tuer des personnes vraiment importantes et persuade Jaqen de l'aider à libérer des prisonniers vassaux des Stark au lieu d'accomplir un troisième meurtre. Le plan réussit et les prisonniers s'emparent d'Harrenhal avec l'aide d'une compagnie de mercenaires, les Braves Compaings, qui a changé de camp. Jaqen change ensuite de visage et quitte Arya après lui avoir remis une pièce de monnaie grâce à laquelle elle pourra le trouver à Braavos. Roose Bolton occupe ensuite Harrenhal pour le compte de Robb mais Arya ne lui fait pas confiance et choisit de s'enfuir, toujours avec Gendry et Tourte, plutôt que de lui révéler son identité.  
Daenerys Targaryen poursuit son périple sur le continent d'Essos en compagnie de quelques serviteurs lui étant restés fidèles. Elle arrive à la cité de Qarth où ses trois jeunes dragons suscitent les convoitises de plusieurs personnalités influentes de la ville. Xaro Xhoan Daxos, un riche marchand qui lui a offert l'hospitalité, se montre d'abord prêt à l'aider à reconquérir Westeros mais Daenerys finit par s'apercevoir qu'il ne le fera pas si elle ne lui cède pas au moins un dragon. Refusant le marché, elle se tourne vers un groupe de sorciers, les Nonmourants, qui lui offrent des visions cryptiques mais se révèlent eux aussi peu fiables. Désormais indésirable à Qarth, Daenerys échappe à une tentative d'assassinat grâce à l'intervention d'Arstan Barbe-Blanche, qui déclare être un serviteur d'Illyrio Mopatis et met trois navires à sa disposition pour qu'elle regagne les Cités libres.  
Jon Snow prend part à une expédition vers le nord, où la Garde de Nuit tente de trouver et d’affronter les peuples sauvageons. L'expédition apprend que les sauvageons se sont rassemblés sous le commandement de Mance Rayder, un déserteur de la Garde. Arrivée au lieu-dit du « Poing des premiers hommes », l'expédition établit un campement et le Lord Commandant Mormont envoie des éclaireurs repérer le terrain. Jon Snow demande à faire partie du groupe de Qhorin Mimain. Le petit groupe tue des sauvageons qui gardaient un col mais Jon choisit d'épargner l'un d'eux en s'apercevant qu'il s'agit d'une fille, nommée Ygrid. Peu après, le groupe est repéré et pris en chasse par les sauvageons et Mimain, voyant que la situation est désespérée, charge Jon de se faire passer pour un déserteur et de rallier les sauvageons afin de connaître leurs plans. Il force Jon à le combattre et à le tuer devant les sauvageons pour que ceux-ci l'acceptent dans leurs rangs. 
Theon Greyjoy, compagnon de Robb Stark, retourne dans les Îles de Fer où son père, Balon Greyjoy, se proclame roi des îles. Theon tente de le convaincre de s'allier avec Robb mais Balon refuse et lui ordonne de prendre part à une nouvelle rébellion contre les Stark. À Winterfell, Bran Stark a la lourde charge de gérer les affaires du nord en l'absence de Robb et avec les conseils de mestre Luwin et de Rodrik Cassel. Il se lie d'amitié avec Jojen et Meera Reed, les deux enfants du seigneur de Griseaux, ancien compagnon d'armes d'Eddard Stark. Les Reed s’intéressent de près aux rêves de Bran dans lesquels il se trouve dans le corps de son loup-garou. Theon Greyjoy s'empare de Winterfell à la suite d'une attaque surprise et fait Bran prisonnier. Mais ce dernier s'échappe avec son petit frère Rickon, les deux Reed, Hodor et Osha la sauvageonne. Incapable de les retrouver, Theon fait mettre à mort deux enfants et les rend méconnaissables afin de les faire passer pour les deux enfants Stark. Les forces menées par Rodrik Cassel mettent le siège devant Winterfell mais sont trahies et défaites par les Bolton, avec qui Theon avait passé un accord. Ramsay Snow, bâtard de Roose Bolton, fait ensuite massacrer les hommes de Theon et capture celui-ci avant d'incendier Winterfell. Bran et ses compagnons, qui s'étaient en fait cachés dans les cryptes du château, se séparent en deux groupes sur les conseils d'un mestre Luwin mourant. Bran se dirige vers le Mur avec les deux Reed et Hodor alors qu'Osha a pour mission de conduire Rickon en lieu sûr.
L'armée et la flotte de Stannis, conduite par Davos Mervault, arrivent finalement toutes deux en vue de Port-Réal. Tyrion met alors à exécution son plan en fermant le fleuve par une chaîne après le passage des navires de Stannis et en mettant littéralement le feu au fleuve avec de grandes quantités de feu grégeois. La flotte de Stannis est quasiment réduite à néant mais son armée est sur le point d'entrer dans Port-Réal. C'est alors que l'armée de Tywin Lannister, renforcée par celle des Tyrell, fait son apparition et met en déroute l'armée de Stannis. Pendant la bataille, Tyrion est gravement blessé par un membre de la Garde royale au service de Cersei. Il échappe néanmoins à la mort grâce à son écuyer, Podrick Payne, mais reste dans le coma pendant plusieurs jours et est défiguré par le coup d'épée qu'il a reçu.

## Personnages principaux
L'une des particularités du roman est la façon dont sont structurés les chapitres : en effet, chaque chapitre du roman est raconté selon le point de vue à la troisième personne des personnages principaux (nommés personnages PoV). Le prologue et l'épilogue suivent chacun le point de vue d'un personnage secondaire qui n'apparaît plus par la suite, le plus souvent parce qu'il trouve la mort à la fin.
Voici la liste des personnages PoV de ce deuxième tome :
- Tyrion Lannister, dit Le Lutin, fils de Tywin Lannister (15 chapitres)
- Arya Stark, 9 ans, fille cadette  d'Eddard et Catelyn Stark (10 chapitres)
- Jon Snow, 14 ans, fils bâtard d'Eddard Stark (8 chapitres)
- Sansa Stark, 11 ans, fille aînée d'Eddard et Catelyn Stark (8 chapitres)
- Bran Stark, 7 ans, fils d'Eddard et Catelyn Stark (7 chapitres)
- Lady Catelyn Stark, de la Maison Tully, veuve d'Eddard Stark (7 chapitres)
- Theon Greyjoy, fils de Balon Greyjoy, seigneur des Îles de Fer (Iron Islands) (6 chapitres)
- Princesse Daenerys Targaryen, héritière  de la Dynastie Targaryienne (5 chapitres)
- Davos Mervault, ancien contrebandier et chevalier fidèle à Stannis Baratheon (3 chapitres)

## Accueil et distinctions
A Clash of Kings est entré à la 13e place de la New York Times Best Seller list le 21 février 1999 mais n'est resté qu'une semaine dans ce classement.
En 1999, A Clash of Kings a remporté le prix Locus du meilleur roman de fantasy. En 2000, il a été nommé au prix Nebula du meilleur roman.